# Вјоса Османи
Вјоса Османи Садрију (алб. Vjosa Osmani-Sadriu; Титова Митровица, 17. мај 1982) албанска је правница и политичарка са Косова и Метохије. Од 4. априла 2021. обавља функцију председнице Републике Косово.
Била је политичка активисткиња, а студирала је право на Универзитету у Приштини и Универзитету у Питсбургу. Радила је као саветница тадашњег председника Републике Косово Фатмира Сејдијуа, пре него је прешла у Скупштину. Била је на функцији председнице Скупштине од фебруара 2020. до марта 2021, а такође је била и вршилац дужности председника између новембра 2020. и марта 2021. године, након оставке председника Хашима Тачија. Након избора за председницу, постала је друга жена на тој функцији, као и прва особа која је била и вршилац дужности и председница Републике Косово.

## Биографија
Рођена је 17. маја 1982. године у Титовој Митровици, у тадашњој Социјалистичкој Републици Србији. Ћерка је етничких Албанаца, а одрасла је уз четворо браће и сестара у свом родном граду где је завршила основно и средње образовање. Била је тинејџерка током рата на Косову и Метохији, а једном приликом је изјавила да „још увек осећа” цев пушке АК-47 коју јој је војник ставио у уста након што је упао у њен дом.
Дипломирала је право на Универзитету у Приштини. Наставила је са постдипломским студијама на Универзитету у Питсбургу, где је 2005. магистрирала право, а потом докторирала правне науке 2015. године. Њена докторска дисертација се бавила применљивошћу Конвенције УН о уговорима за међународну продају робе на Косову и Метохији, јер је правни статус Космета еволуирао од 1988. године, када је ова конвенција први пут ступила на снагу.
Године 2012. удала се за Приндона Садријуа, службеника Министарства спољних послова. Имају две ћерке близнакиње. Говори албански, енглески, српски, шпански и турски језик.